# Abbaye de Scheyern
L'abbaye de Scheyern est une abbaye bénédictine de l'archidiocèse de Munich et Freising, faisant partie de la congrégation bénédictine de Bavière.
L'abbaye s'occupe d'enseignement et de soutien spirituel, et diversifie ses activités : reliure, couture, blanchisserie, brasserie, jardinerie, charcuterie et travaux d'électricité. L'église abbatiale (et paroissiale) a été érigée en basilique mineure en 1980.

## Histoire

### Première fondation

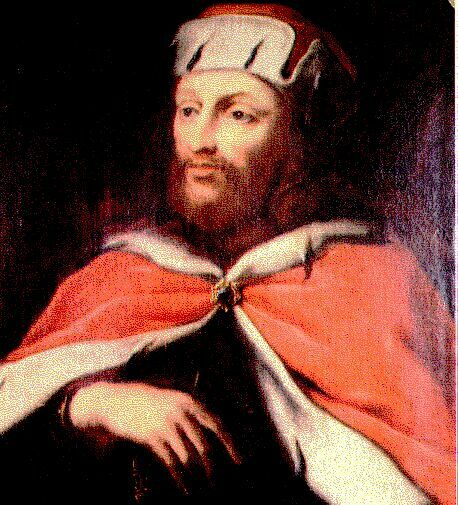
Othon Ier

L'abbaye a été fondée en 1119, d'abord comme prieuré d'un premier groupe de moines établis par Haziga d'Aragon, comtesse de Scheyern, la veuve du comte Othon Ier de Scheyern, en 1077 à Bayrischzell. Les Scheyern sont les ancêtres des Wittelsbach et occupait le château de Scheyern au lieu de l'abbaye. Son petit-fils Othon II de Wittelsbach est devenu comte palatin de Bavière en 1116. Il déplaça sa résidence du château de Scheyern, où il fonda l'abbaye, au château de Wittelsbach près d'Aichach en 1124. 
Ces moines fondateurs étaient issus et dépendaient de l'abbaye de Hirsau, célèbre pour avoir pris la défense du Pape dans la querelle des investitures. Les moines s'établissent dans le château fort de la comtesse de Scheyern qui déménage alors dans le château fort de Wittelsbach, à l'origine du nouveau nom de la famille. Les Wittelsbach protégèrent particulièrement cette abbaye qui devint jusqu'en 1253 leur nécropole familiale. Le premier duc de Bavière Othon Ier de Bavière (1117-1183) y repose, ainsi que Louis Ier de Bavière (1173-1231) ou Othon II de Bavière (1206-1253).
L'abbaye est dédiée à la Sainte-Croix, dont elle détient une relique depuis 1180 qui est toujours objet de pèlerinage, et à l'Assomption de la BVM.
Les bénédictins font de cette abbaye un centre spirituel et culturel réputé. Au XIIIe siècle, ils enseignent et forment l'élite de l'époque.
L'abbaye souffre particulièrement des dévastations de la guerre de Trente Ans. Elle ne participe pas au renouveau baroque dans la même mesure que les autres abbayes d'Allemagne méridionale, d'Autriche et du Tyrol, mais elle est réaménagée en style rococo au XVIIIe siècle.
L'abbaye, selon les lois d'inspiration napoléonienne, est sécularisée le 21 mars 1803. Les bénédictins sont expulsés et l'abbaye nationalisée. Les bâtiments sont vendus et passent entre différentes mains.

### Seconde fondation

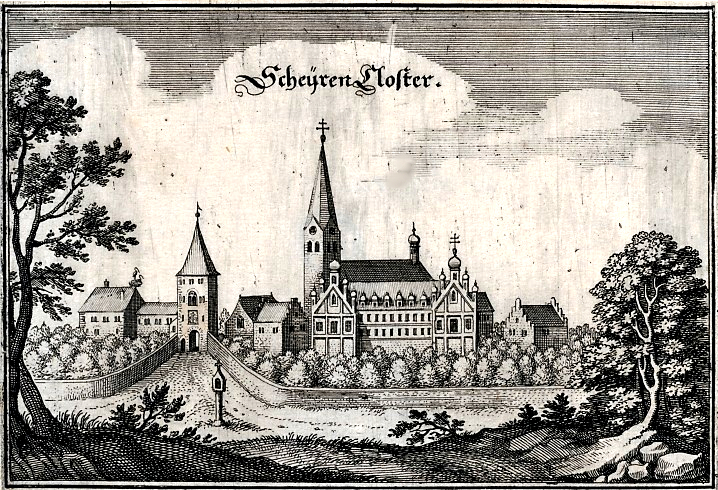
L'abbaye en 1644

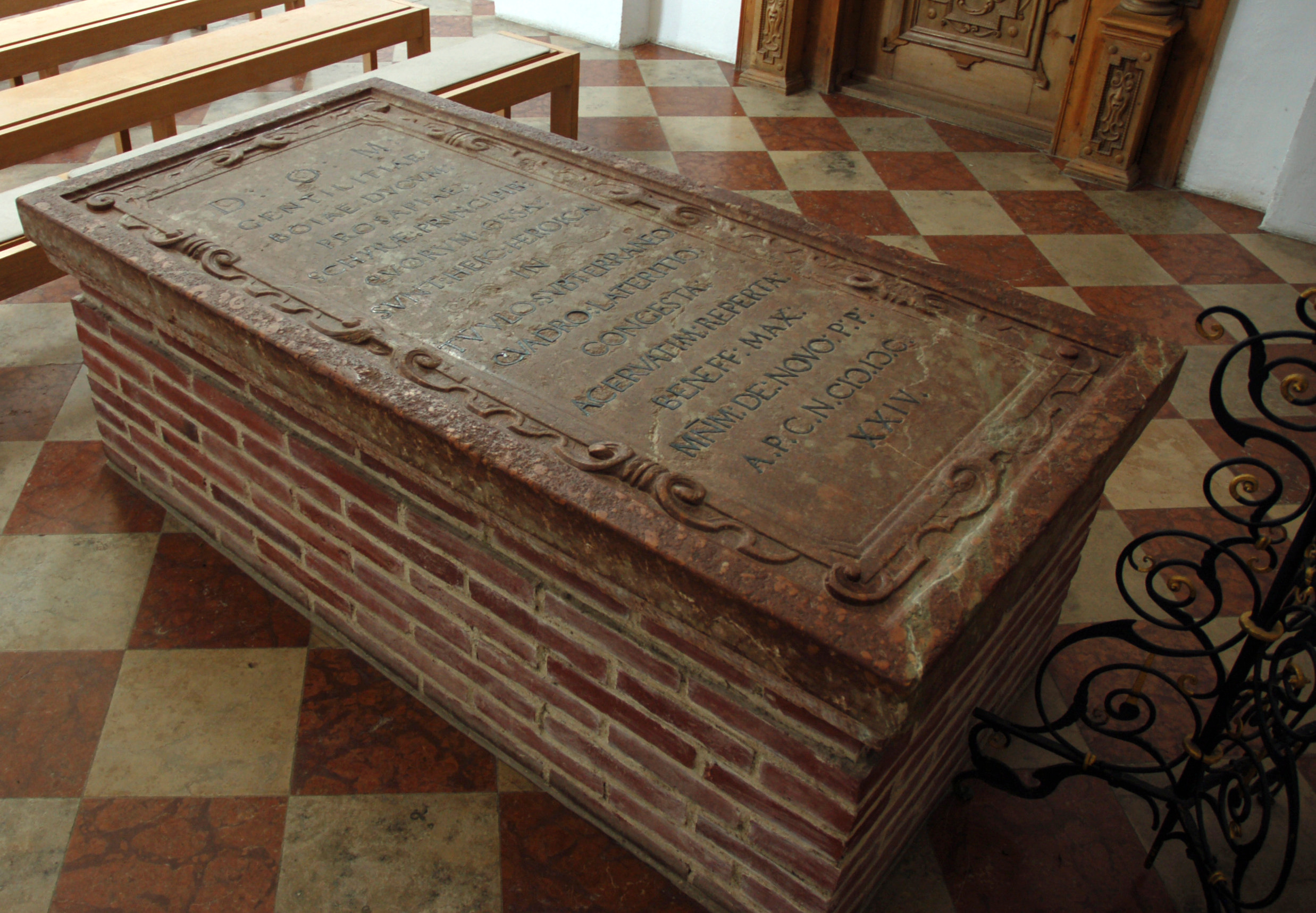
Le cercueil communautaire des premières générations des Wittelsbach

L'abbaye est à nouveau rouverte comme prieuré en 1838, sous l'impulsion du roi Louis Ier de Bavière et de nouveaux moines arrivent de l'abbaye de Metten, récemment refondée. Scheyern accède au statut d'abbaye en 1843.
L'église abbatiale est restaurée entre 1876 et 1878 dans le style néo-roman.
Un moine de Scheyern, le P. Joseph Peruschitz (1871-1912), qui partait pour les États-Unis aider à la consolidation de l'abbaye bénédictine de Collegeville fut victime du naufrage du Titanic, dans la nuit du 14 au 15 avril 1912.
L'abbaye se spécialise aujourd'hui dans l'étude des textes des Pères de l'Église, et ses travaux sur saint Jean Damascène sont universellement reconnus par les spécialistes, en particulier ceux de l'histoire byzantine.
L'abbaye entretient des liens spirituels et culturels particuliers avec la Hongrie. Le cardinal Ratzinger, lorsqu'il était archevêque venait chaque année à Scheyern.
L'abbé actuel est le P. Markus Martin Eller, osb, (né en 1966). La communauté, dont la moyenne d'âge est relativement jeune, comprend quatorze moines qui s'occupent de l'abbaye, de l'école, ainsi que de paroisses environnantes.
Dans un cercueil communautaire restent les premières générations des Wittelsbach: Le duc Othon Ier de Bavière (1117-1183), sa femme Agnès de Looz, leur fils Othon (1169–1181), Louis Ier de Bavière (1173-1231), Othon II de Bavière et sa femme Agnès du Palatinat.

## Établissement d'enseignement
Dès sa réouverture en 1838, Scheyern ouvre une école primaire et secondaire de garçons. Elle est fermée par les autorités nationales-socialistes en 1939, comme toutes les autres écoles catholiques tenues par des congrégations en Allemagne.
Un Gymnasium rouvre après la guerre, mais ferme en 1970 pour être transféré à Pfaffenhofen. Une école supérieure Staatliche Berufsoberschule a ouvert ses portes à l'abbaye en 1976, comme école de discernement des vocations.